# Campus Martius (Asamblea)
Campus Martius (Campo de marcha), era una asamblea judicial y militar, una institución típica de la monarquía germánica entre pueblos como los francos o los lombardos durante la Alta Edad Media.
Esta asamblea itinerante reunía al rey y su corte, junto a nobles y obispos, durante unos días en primavera (inicialmente el 1 de marzo y posteriormente a principios de mayo). Probablemente en sus orígenes se tratase de una convocatoria de hombres armados del pueblo de los francos para prestar sus servicios como foederati en el ejército romano.
El Campus Martius era una oportunidad para el rey de mostrar su liderazgo y ganarse el favor de los nobles. Tenía una función judicial, resolviendo disputas y aplicando justicia en casos importantes, y una función militar, ya que se reclutaban tropas y se planificaban campañas militares. Además, se promulgaban decretos y se negociaban alianzas.
Aunque no hay pruebas directas del Campus Martius en el periodo merovingio, existen evidencias indirectas que muestran su existencia. Por ejemplo, el rey Childeberto II promulgó edictos en tres asambleas celebradas el 1 de marzo en la última década de su reinado. La referencia más antigua del Campus Martius es de principios del periodo carolingio (751-888). Puede que la asamblea no se celebrara todos los años ni se iniciara necesariamente el 1 de marzo, pero existía la expectativa de que se celebrara una asamblea importante por esas fechas. El Campus Martius también se instituyó en el reino lombardo del siglo VIII. Se trataba de una asamblea para promulgar leyes. Todas las leyes datadas de los reyes Liutprando, Ratchis y Astolfo están fechadas el 1 de marzo.